# Бабароага
Бабароага (рум. Babaroaga) — село у повіті Арджеш в Румунії. Входить до складу комуни Мозечень.
Село розташоване на відстані 72 км на захід від Бухареста, 43 км на південний схід від Пітешть, 112 км на схід від Крайови, 127 км на південь від Брашова.

## Населення
За даними перепису населення 2002 року у селі проживали 836 осіб, усі — румуни. Усі жителі села рідною мовою назвали румунську.